# Мухамеджанов, Мансур Михайлович
Мансу́р Миха́йлович Мухамеджа́нов (9 сентября 1936, деревня Ключищи, Горьковская область, СССР — 9 ноября 2021, Москва) — советский и российский историк, специалист в области источниковедения и архивоведения, новейшей истории России и зарубежных стран, молодёжного движений. Доктор исторических наук, профессор. Руководитель научной школы по истории в Московском гуманитарном университете.

## Биография
В 1964 году окончил факультет архивоведения Московского государственного историко-архивного института.
Работал в секторе истории (отдел международного коммунистического и рабочего движения) Коминтерна Института марксизма-ленинизма при ЦК КПСС.
В 1964—1979 годах, в 1988—1991 годах — сотрудник Центрального партийного архива, работал в секции документов Коминтерна, затем возглавил секцию историко-партийных документов.
Получал предложение стать преподавателем в МГИМО, но отказался, поскольку принял предложение ректора Высшей комсомольской школы при ЦК ВЛКСМ Н. В. Трущенко, поскольку являлся членом диссертационного совета, а также потому что здесь преподавали его «близкий друг и единомышленник» А. П. Зиновьев, а также коллега Мухамеджанова — бывший заместитель директора издательства «Молодая гвардия» В. К. Криворученко. Ему была предложена должность заведующего отделом международного молодёжного движения Научно-исследовательского центра (НИЦ). Здесь он работал до 1988 года.
В 1979 году защитил диссертацию на соискание учёной степени доктора исторических наук по теме «В. И. Ленин, Коминтерн и развитие международного революционного движения молодёжи в 1919—1923 гг.» (специальность «История коммунистического и рабочего движения и национально-освободительных движений»).
Работал в Центральном государственном Особом архиве СССР (ЦГОА СССР) (Центре хранения историко-документальных коллекций (ЦХИДК)).
В 1994 году присвоено учёное звание профессора.
С сентября 1997 года — профессор кафедры истории Московского гуманитарного университета, также был заместителем заведующего кафедрой по научной работе.

## Основные работы

### Монографии
- Мухамеджанов М. М. Молодёжь и революция: у истоков международного революционного движения молодёжи. — М.: Мысль, 1972. — 357 с.
- Мошняга В. П., Луков В. А., Мухамеджанов М. М. Актуальные вопросы международного молодёжного движения. — М.: Молодая гвардия, 1983. — 240 с.
- Мухамеджанов М. М. В единстве — сила. КИМ: борьба за единый фронт рабочей молодежи (1919—1939 гг.). — М.: Молодая гвардия, 1983. — 239 с.
- Мухамеджанов М. М. VII съезд ВЛКСМ. — М.: Молодая гвардия, 1987. — 142 с.
- Мухамеджанов М. М. Избранные статьи. Под ред. В. К. Криворученко. — М.: Изд-во МосГУ, 2006. — 211 с. — ISBN 5-98079-233-3.
- Алексеев С. В., Королёв А. А., Ручкин Б. А., и др. Россия. XX век: История. Мифы. Память. Коллективная монография. — М.: Изд-во МосГУ, 2014. — 144 с. — ISBN 978-5-98079-998-4

### Учебные пособия
- Зиновьев А. П., Лебединский В. В., Таиров Т. Ф. и др. История международного молодёжного и детского движения. — М.: Просвещение, 1983. — 224 с.
- Мухамеджанов М. М. Архивоведение культурного наследия России. — М.: Институт молодёжи, 1994. — 72 с.
- Журавлёв А. Л., Кольцова В. А., Королёв А. А. и др. Историческая психология. — М.: Изд-во МосГУ, 2004. — 168 с.
- Королёв А. А., Алексеев С. В., Васильев Ю. А. и др. Справочные материалы к курсу лекций «Отечественная история с древнейших времён до наших дней». — М.: Изд-во МосГУ, 2007. — 273 с. — ISBN 978-5-98079-374-6
- Алексеев С. В., Королёв А. А., Васильев Ю. А. и др. Отечественная история с древнейших времён до наших дней. Курс лекций. 2-е изд., перераб. и доп. — М.: Изд-во МосГУ, 2007. — 411 с. — ISBN 978-5-98079-251-0
- Королёв А. А., Алексеев С. В., Васильев Ю. А. и др. Отечественная история с древнейших времён до наших дней. Курс лекций. 3-е изд. перераб. и доп. — М.: Изд-во МосГУ, 2012. — 379 с. — ISBN 978-5-98079-844-4

### Брошюры
- Мухамеджанов М. М. Суд над фашизмом (Исторический поединок: Г. Димитров против имперского суда). — М.: Знание, 1983. — 35 с.
- Мухамеджанов М. М. Из истории Коммунистического интернационала молодёжи. — М.: ВКШ, 1988. — 55 с.
- Васильев Ю. А., Мухамеджанов М. М. История Центральной комсомольской школы при ЦК ВЛКСМ. 1944–1969. — М.: МосГУ, 2011. — 66 с.

### Составление и научная редакция
- Мы — интернационалисты: Документы и материалы съездов, конф. и ЦК ВЛКСМ, АКСМ и КМО СССР об интерн. связях сов. молодежи и междунар. молодёжном движении. (1918—1971 гг.) / Предисл. Г. И. Янаева; сост.: М. М. Мухамеджанов, В. Д. Шмитков, А. П. Зиновьев и др. — М.: Молодая гвардия, 1972. — 335 с.
- Коминтерн, КИМ и молодёжное движение (1919—1943): Сборник документов: [В 2 т.] : Т. 1- / Ин-т марксизма-ленинизма при ЦК КПСС ; Сост. и авт. предисл., с. 3-24, М. М. Мухамеджанов и др.]. — М.: Политиздат, 1977
- Коммунистический Интернационал молодёжи: традиции и современность: Сб. статей / Ком. молодёж. орг. СССР, Высш. комс. школа при ЦК ВЛКСМ; Редкол.: М. М. Мухамеджанов (отв. ред.) и др. — М.: ВКШ, 1981. — 165 с.
- Социализм и молодёжь: Сборник статей / Сост. М. М. Мухамеджанов. — М.: Молодая гвардия, 1988. — 255 с. ISBN 5-235-00481-7
- Союзы молодежи социалистических стран в 80-е годы: Сборник научных трудов / Высш. комс. шк. при ЦК ВЛКСМ, Н.-и. центр, Отд. междунар. молодёж. движения; Редкол.: М. М. Мухамеджанов (отв. ред) и др. — М.: ВКШ, 1988. — 179 с.